# 前117年
| 千纪： | 前1千纪 |
| 世纪： | 前3世纪 \| 前2世纪 \| 前1世纪                                                                                         |
| 年代： | 前140年代 \| 前130年代 \| 前120年代 \| 前110年代 \| 前100年代 \| 前90年代 \| 前80年代                                 |
| 年份： | 前122年 \| 前121年 \| 前120年 \| 前119年 \| 前118年 \| 前117年 \| 前116年 \| 前115年 \| 前114年 \| 前113年 \| 前112年 |
| 纪年： | 西汉元狩六年 |

## 出生
- 托勒密十二世，埃及法老

## 逝世
- 霍去病，西汉大司马骠骑将军（前140年出生）
- 司馬相如，漢賦的代表作家（約前179年出生）
- 希耶姆普萨尔，努米底亞國王，被暗殺